# Fons d'ajut al desenvolupament
Els fons d'ajut al desenvolupament (crèdits FAD) són un préstecs que el govern espanyol fa a països en vies de desenvolupament a canvi d'afavorir les inversions espanyoles de la zona o comprar béns i serveis espanyols. Han estat denunciats per diverses ONG per perpetuar el deute extern i no contribuir a fer l'economia local autònoma. Espanya és un dels països que més percentatge d'ajut exterior té amb aquest tipus de crèdit